# Знаменский, Валериан Сергеевич
Валериан Сергеевич Знаменский (1903—1988) — подполковник Рабоче-крестьянской Красной Армии, участник Гражданской войны в Испании, советско-финской, Великой Отечественной, советско-японской войн, Герой Советского Союза (1940).

## Биография

Могила Знаменского на Кунцевском кладбище Москвы.

Валериан Знаменский родился 11 июня 1903 года в городе Сухиничи (ныне — Калужская область). В 1923 году он окончил Московский железнодорожный техникум. В 1926—1928 годах проходил службу в Рабоче-крестьянской Красной Армии. В 1935 году был призван в армию повторно. Окончил Новочеркасские кавалерийские курсы комсостава, после чего переведён на работу в Главное разведывательное управление Генерального штаба РККА, окончил специальную школу. В 1938 году был направлен на учёбу в специальную командировку в Испанию, где участвовал в боях с франкистами.
Участвовал в советско-финской войне, будучи командиром особого лыжного отряда штаба 14-й армии. 21-27 февраля 1940 года этот отряд, насчитывавший в своём составе 142 бойца и командира, вёл бои в тылу финских войск в 10 километрах к северо-востоку от станции Наутси (ныне — Печенгский район Мурманской области). Находясь в 150 км от линии фронта отряд занимался сбором разведданных, а кроме этого — парализовал подвоз важных грузов финским войскам блокировав единственную дорогу от Петсамо до Рованиеми. Три раза отряд попадал в окружение, но всякий раз успешно выходил из него. Когда противник бросил против отряда Знаменского превосходящие силы, отряд занял оборону на безымянной высоте и в течение четырёх суток отбивал финские контратаки, уничтожив от 70 до 80 вражеских солдат и офицеров. При помощи подкреплений отряд прорвал кольцо окружения и вышел к советским войскам. В том бою Знаменский три раза был ранен, но после оказания медицинской помощи сразу вернулся в строй.
Указом Президиума Верховного Совета СССР от 7 мая 1940 года за «образцовое выполнение заданий командования и проявленные при этом мужество и героизм» капитан Валериан Знаменский был удостоен высокого звания Героя Советского Союза с вручением ордена Ленина и медали «Золотая Звезда».
С июня 1941 года Знаменский входил в Особую специальную группу ГРУ под командованием Хаджи Мамсурова на Западном фронте, позднее — в группы при разведывательных отделах Северо-Западного и Ленинградского фронтов. Лично участвовал в диверсионных актах в тылу немецких войск, планировании боевых действий партизанских формирований. Участвовал в советско-японской войне, был тяжело ранен. После окончания войны в звании подполковника он был уволен в запас. Находился на различных хозяйственных должностях. С 1960 года проживал в Москве, работал директором Карачаевской базы управления снабжения Московского горисполкома. Умер 4 апреля 1988 года, похоронен на Кунцевском кладбище Москвы.
Был награждён двумя орденами Ленина, орденом Красного Знамени, двумя орденами Отечественной войны 1-й степени, орденом Красной Звезды, рядом медалей.